# Saint-Sulpice-sur-Lèze
Saint-Sulpice-sur-Lèze är en kommun i departementet Haute-Garonne i regionen Occitanien i södra Frankrike. Kommunen ligger i kantonen Carbonne som tillhör arrondissementet Muret. År 2022 hade Saint-Sulpice-sur-Lèze 2 288 invånare.

## Befolkningsutveckling
Antalet invånare i kommunen Saint-Sulpice-sur-Lèze
Referens:INSEE